# گومبا
گومبا (به مجاری:  Gomba) یک شهرداری در مجارستان است که در ناحیه مونور واقع شده‌است. گومبا ۳۹٫۷۶ کیلومتر مربع مساحت و ۳٬۰۱۱ نفر جمعیت دارد.